# Нефедьево (Ступинский район)
Нефедьево — село в Ступинском районе Московской области в составе Аксиньинского сельского поселения (до 2006 года — Аксиньинский сельский округ). Нефедьево на 2015 год, фактически, крупный дачный посёлок: при 6 жителях в деревне 5 улиц, 1 переулок и 2 садовых товарищества. Село связано автобусным сообщением с Москвой и соседними населёнными пунктами. В 1897 году на деревенском кладбище была построена каменная часовня (приписанная к Щаповской церкви), до наших дней не сохранившаяся.

## Население
| 2002 | 2006 | 2010 |
| ---- | ---- | ---- |
| 13   | ↘11  | ↘6   |

Нефедьево расположено в северо-восточной части района, у одного из истоков реки Болошивка, правого притока реки Северка, высота центра села над уровнем моря — 153 м, через село проходит местная автодорога Панино — Малино. Ближайшие населённые пункты: практически через дорогу — деревня Щапово, в 2,5 км западнее Глебово, оба Городского поселения Малино, в 1 км на юг — село Щапово, в 1 км на северо-восток — Ламоново.